# Mall Paseo del Mar
El Mall Paseo del Mar es un centro comercial ubicado en el centro mismo de Puerto Montt. Inaugurado el 25 de enero de 1996, se transformó rápidamente en un punto de encuentro para las familias locales, recibiendo mensualmente más de un millón de visitas.

## Características
El mall está construido principalmente por hormigón armado y concreto combinado con madera. Posee una superficie construida de 25.000 m², distribuidos en 3 pisos principales, y un cuarto nivel que sólo es usado por la tienda Ripley. Cada piso se conecta entre sí por escaleras mecánicas y dos ascensores. Además cuenta con un estacionamiento subterráneo con capacidad para 250 vehículos.
Se encuentran 2 tiendas anclas; Ripley, Tricot y un supermercado Unimarc, el cual está conectado al Mall desde un pasillo que además une a estos últimos con el estacionamiento, tiendas menores y el Gimnasio Pacific, ubicado en el cuarto nivel.